# Transilvania Motor Ring
Transilvania Motor Ring este un circuit de curse auto-moto de 3,708 km, situat la 20 km sud-vest de Târgu Mureș, în Transilvania. În anul 2018 era cel mai mare complex pentru sporturi auto și cel mai mare circuit auto-moto din România.

## Localizare
Circuitul este localizat între localitățile Cerghizel și Cerghid., la 4 km de drumul național DN 15 (E 60) Turda - Târgu-Mureș - Toplița - Borsec și la 1,70 km de drumul județean DJ 151 B Ungheni - Căpâlna de Sus - limita județului Sibiu. Adresa administrativă este: localitatea Cerghid nr.1/G, oraș Ungheni, județul Mureș.

## Descrierea circuitului și facilități oferite
Este construit pe o suprafață de 35 de hectare.
Circuitul de viteză, în lungime de 3.708,00 m, are lățimea cuprinsă între 11-14 m, fiind compus din:
- Linia dreapta de aproximativ 700 metri
- acces parcare și heliport
- acces pistă
- acces pe pit lane și în posturile de arbitraj de pe traseu
- acces bufet și tribună
- acces toalete și dușuri
- acces la Internet
- sursă de energie electrică
- spațiu administrativ în clădirea centrală, respectiv clădirea boxelor și restaurantul (6 birouri și camere de lucru pentru echipe, sală de conferințe, bucătărie, acces în camera controlori cursă și postul de cronometraj, platformă premiere)
  - 11 boxe duble
  - servicii de cronometrare și transpondere de viteză
  - utilaj de ridicat și transport autovehicule avariate
  - ambulanța
  - centru medical
  - studio TV și radio, platformă TV
  - restaurant și spații de cazare

Transilvania Motor Ring (TMR) poate găzdui orice fel de competiție auto, moto sau de cliclism, care, se poate desfășura pe un circuit de asfalt. Similar, oate gazdui competiții de alergare și karting. Circuitul se poate, de asemenea, închiria și de către persoane fizice practicante de sporturi cu motor. 
Există în planul de dezvoltare și amenajarea unei piste de cross și short track enduro, pe care, să se poată desfășura competiții de gen atat moto cat și auto.